# Pleyben
Pleyben (bretonsko Pleyben) je naselje in občina v severozahodnem francoskem departmaju Finistère regije Bretanje. Naselje je leta 2008 imelo 3.667 prebivalcev.

## Geografija
Kraj leži v pokrajini Cornouaille ob reki Douffine, znotraj naravnega regijskega parka Armorike, 51 km jugovzhodno od Bresta. 

## Uprava
Pleyben je sedež istoimenskega kantona, v katerega so poleg njegove vključene še občine Brasparts / Brasparzh, Brennilis / Brenniliz, Le Cloître-Pleyben / Kloastr-Pleiben, Gouézec / Gouezeg, Lannédern / Lannedern, Lennon, Loqueffret / Lokeored, Lothey / Lotei in Saint-Rivoal / Sant-Riwal z 8.352 prebivalci.
Kanton Pleyben je sestavni del okrožja Châteaulin.

## Zanimivosti
Župnijski kompleks s cerkvijo sv. Germana, kalvarijo, osuarijem in slavolokom zmage;